# Церковь святых Архангелов в Земо-Никози
Церковь святых Архангелов в Земо-Никози (груз. ზემო ნიქოზის მთავარანგელოზის ეკლესია) — грузинская православная церковь X века в Грузии. Расположена в Горийском муниципалитете края (мхаре) Шида-Картли. В 2007 году церковь была включена в список недвижимых культурных памятников национального значения Грузии.
Небольшая купольная церковь находится в селе Земо-Никози — «верхней» части исторического поселения Никози — на правом берегу реки Большая Лиахви, на старом кладбище, около 100 метров к югу от Никозского собора. Располагавшаяся в непосредственной близости от зоны конфликта в Южной Осетии, церковь святых Архангелов не получила существенных повреждений в ходе российско-грузинской войны августа 2008 года, в отличие от сильно пострадавшего Никозского собора.

## Архитектура
Церковь святых Архангелов в Земо-Никози представляет собой небольшое купольное сооружение размером 8,5×5,3 м. Это крестово-купольный в плане храм, вписанный в наружный прямоугольник стен. Он выстроен из аккуратно обтёсанных сероватых базальтовых каменных блоков. Купол опирается на пилястры, резко выступающие из продольных стен, в его барабане прорезано четыре окна. Здание оканчивается полукруглой апсидой на востоке, имеющей небольшие апсидные ниши с каждой стороны. Переход от квадратной травеи к круглому куполу осуществляется посредством тромпов и парусов. В церковь можно войти через три симметрично расположенные двери на западе, юге и севере. Двери раньше были украшены полукруглыми пилястрами и арками. Снаружи купол украшен слепой аркой, поддерживаемой небольшими парными полуколоннами.
На северном фасаде находится каменная резьба с изображением конного Георгия Победоносца, убивающего змия, а на северной части купола рельеф в виде трёх стилизованных львов. Надпись из пяти строк в средневековым грузинским шрифтом асомтаврули на северной стене гласит, что церковь была построена епископом Михаилом (Микаэлем) — он же упоминается и в надписи из Никозского собора. Чуть выше ещё одна надпись, ныне сильно повреждённая. На камне над северным окном в куполе между двумя фигурами львов находится третья надпись в четыре строки, в которой упоминается Иоанн (Иоване), сын сестры епископа Михаила.